# Melese niger
Melese niger là một loài bướm đêm thuộc phân họ Arctiinae, họ Erebidae.